# V (album de Vald)
Pour les articles homonymes, voir V.
Albums de Vald
Horizon Vertical (avec Heuss l'Enfoiré)
(2020) Pandemonium
(2025)
V est le quatrième album studio du rappeur français Vald. Sorti le 4 février 2022, sur son propre label Echelon Records, l'album est le premier album studio de l'artiste produit sans Universal Music France.
Trois jours après sa sortie, V est certifié disque d'or par la SNEP.

## Genèse
Après un projet avec Heuss l'Enfoiré à la fin de 2020 et une année 2021 marquée par de nombreux featuring, une apparition à l'émission The Voice et la sortie d'un single intitulé Footballeur, le quatrième album de Vald est une étape importante dans le développement de son label Echelon Records.
Le 7 janvier 2022, le rappeur dévoile le clip du son Anunnaki et la date de sortie de l'album : le 4 février 2022. 
Puis le 12 novembre 2022, lors de son concert à Bercy (Accor Arena), il annonce une réédition intitulé VV5. Elle sort le 16 décembre de la même année.

## Réception
L'album sort en quatre versions différentes, chacune des versions contient deux titres exclusifs en bonus (portant le nombre de titres à 25). L'album atteint les 30 000 précommandes en deux jours. À la veille de sa sortie, l'album compte 40 000 précommandes. Avec cet album, Vald réalise le meilleur démarrage de sa carrière avec 74 093 ventes en physique et en équivalent streaming sur la première semaine. De plus, il fait le 7e meilleur démarrage pour un projet de rap français depuis 2013.
Pour Télérama, Vald laisse de côté la provocation dans ce quatrième album pour aborder avec sincérité les thèmes de l'amour, la pandémie, la concurrence avec les autres rappeurs, l'exploitation et l'injustice,. Pour Le Monde, il « élimine ce qu'il y avait de toxique dans son discours, les tacles méchants à ses collègues rappeurs destinés à faire le buzz sur Internet » et « séduit par la variété de ses flows ». 

## Liste des titres
| 1.  | Pandémie                         | Seezy                   | 2:34 |
| 2.  | La faux le fer                   | CryptoPunk              | 2:26 |
| 3.  | Sur un nouvel album              | Seezy                   | 2:44 |
| 4.  | Un mot                           | Hellboy & Seezy         | 3:36 |
| 5.  | Péon (feat. Orelsan)             | Hellboy & Seezy         | 3:47 |
| 6.  | Papoose                          | Seezy                   | 3:15 |
| 7.  | Je ressens rien                  | Mayyzo & Seezy          | 3:03 |
| 8.  | Rappeur conscient                | Hellboy                 | 2:29 |
| 9.  | Maudit (feat. Hamza)             | Dany Synthé             | 2:56 |
| 10. | Regarde toi                      | Zeg P & Dany Synthé     | 3:25 |
| 11. | Qui écoute ?                     | Hellboy                 | 2:47 |
| 12. | Pas deux fois                    | Sirius                  | 3:06 |
| 13. | Anunnaki                         | Seezy & Dany Synthé     | 3:22 |
| 14. | Laisse tomber                    | Seezy                   | 2:53 |
| 15. | Happy End (feat. Suikon Blaz AD) | SephGotTheWaves & Seezy | 3:12 |
| 16. | Bien sûr (Bonus Track)           | Hellboy                 | 2:47 |

| 1.  | Forfait                                                                | Seezy & Suikon Blaz AD                      | 2:05 |
| 2.  | Satan 3                                                                | Seezy, Hellboy & Ohkin                      | 3:03 |
| 3.  | Show                                                                   | Seezy & Hellboy                             | 2:47 |
| 4.  | Echelon Freestyle (feat. Yonidas, Rafal, Charles Bdl & Suikon Blaz AD) | Aociz                                       | 4:19 |
| 5.  | Feelings                                                               | Chapo, Ken & Ryu, Heizenberg & BounceGoHard | 3:31 |
| 6.  | Technique                                                              | Chapo, Ken & Ryu & Heizenberg               | 2:31 |
| 7.  | Ruff Ryderz                                                            | Aociz                                       | 2:48 |
| 8.  | Bad                                                                    | Chapo, Ken & Ryu & Heizenberg               | 3:05 |
| 9.  | Tellement Toi (feat. Suikon Blaz AD)                                   | Seezy & Hellboy                             | 3:28 |
| 10. | Réflexions Très Basses                                                 | Seezy, Aociz & Ohkin                        | 3:45 |
| 11. | Aucun Retour                                                           | Seezy                                       | 2:37 |
| 12. | Microphone Check                                                       | Chapo, Ken & Ryu & Heizenberg               | 2:22 |

| 1. | Sushi | Seezy | 3:03 |

| 18. | Cafards      |  | 3:40 |
| 19. | Vert de rage |  | 2:34 |

| 18. | La Machine   | Seezy        | 2:28 |
| 19. | Chu Immunisé | Stan-E Music | 2:59 |

| 18. | Nouvelle Industrie | Seezy | 2:30 |
| 19. | Paw!               |       | 2:43 |

| 18. | Ce soir          | Ovaground | 3:04 |
| 19. | Le Blues du Peon |           | 3:24 |

| 13. | Hottest (Bonus Track) |  | 2:39 |

## Clips vidéo
| Titre                | Réalisateur        | Date de sortie   |
| -------------------- | ------------------ | ---------------- |
| Anunnaki             | Bien vu            | 7 janvier 2022   |
| Sur un nouvel album  | Bien vu            | 4 février 2022   |
| Pas deux fois        | ne3tch             | 4 mars 2022      |
| Péon (feat. Orelsan) | SOLAB              | 14 avril 2022    |
| Regarde toi          | Bien Vu            | 20 juillet 2022  |
| Papoose              | Tony "Chipo" Lopez | 9 septembre 2022 |
| Laisse tomber        | Vald               | 11 novembre 2022 |

## Titres certifiés en France
- Anunnaki  Platine[14]
- Péon  Or[14]

## Classements et certifications

### Classements
| Classements (2022)           | Meilleure position |
| ---------------------------- | ------------------ |
| France (SNEP)                | 1                  |
| Belgique (Wallonie Ultratop) | 1                  |
| Belgique (Flandre Ultratop)  | 43                 |
| Suisse (Schweizer Hitparade) | 1                  |
| Suisse (Charts Romandie)     | 2                  |

### Certifications
| Région                                                                                                 | Certification | Ventes/Streams |
| --- | ------------- | -------------- |
| France (SNEP)                                                                                          | 2 × Platine   | 250 000*       |
| *Ventes selon la certification ^Mise en rayon selon la certification xNon précisé par la certification |               |                |